# インナー・ヘブリディーズ

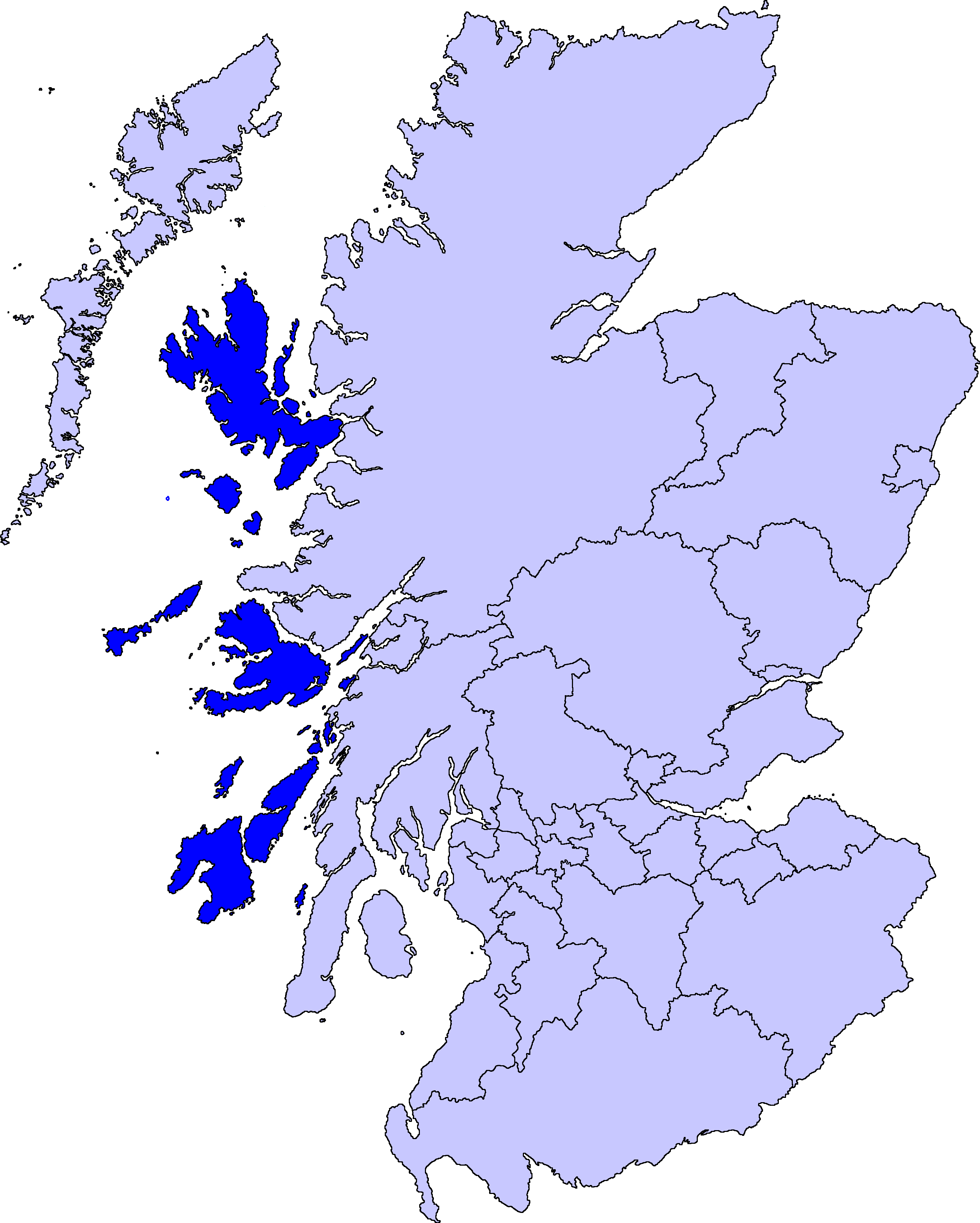
インナー・ヘブリディーズの位置

インナー・ヘブリディーズ （英語:Inner Hebrides、スコットランド・ゲール語:Na h-Eileanan a-staigh）は、スコットランド西岸に連なる列島であるヘブリディーズ諸島の一部。アウター・ヘブリディーズの南から東に位置する。36の有人島、43の無人島がある。
主な経済活動は、観光、囲い地で行われる農業、漁業、ウィスキー醸造である。現在、インナー・ヘブリディーズは南北に分かれ2つの独立した地方自治管区を形成している。
様々な重要な先史時代の遺跡があり、その多くは古代のギリシャ、ローマの記述家たちによって書き残されている。歴史上最古の移住者は、北へ向かったピクト人、南のダルリアダ王国のゲール人、そしてダルリアダ後の支配者となった島嶼王国（en）のノース人たちであった。ノース人支配は、1266年のパース条約の締結でスコットランド王国に支配権が移るまで続いた。島々の管理はクラン、主にマクリーン氏族、マクラウド氏族、マクドナルド氏族らによって行われていた。19世紀に行われたハイランド一掃（en、ハイランダーの強制移住）の結果、多くのコミュニティーが壊滅的な状況に置かれ、近年人口減少がやっと止まっている。
海上輸送が非常に重要で、フェリーがグレートブリテン本土と島嶼部との間に運航されている。ゲール語が一部地域でいまだ根強く残り、その自然は芸術家たちに様々なインスピレーションを与えてきた。多様な野生生物が存在する。

## 地理
インナー・ヘブリディーズの南部はアーガイルに属する。この地方は古代のダルリアダ王国の心臓部におおむね符合する。そして現在のユニタリー、アーガイル・アンド・ビュートに属する。北部の島々はかつてインヴァネスシャイアの郡部であった。現在はハイランド・カウンシル・エリアに属する。

### 主な島
面積の広い10の島をあげる。
| 島名         | ゲール語名              | 面積 (ha) | 人口  | 標高最高地点   | 高さ (m) |
| ------------ | ----------------------- | --------- | ----- | -------------- | -------- |
| コル島       | Colla                   | 7,685     | 164   | Ben Hogh       | 104      |
| コロンゼー島 | Colbhasa                | 4,074     | 143   | Carnan Eoin    | 104      |
| エッグ島     | Eige                    | 3,049     | 67    | An Sgurr       | 393      |
| アイラ島     | Ìle                     | 61,956    | 3,457 | Beinn Bheigeir | 491      |
| ジュラ島     | Diùra                   | 36,692    | 188   | Beinn an Òir   | 785      |
| マル島       | Muile                   | 87,535    | 2,667 | Ben More       | 966      |
| ラーゼイ島   | Ratharsair              | 6,231     | 192   | Dùn Caan       | 444      |
| ラム島       | Rùm                     | 10,463    | 22    | Askival        | 812      |
| スカイ島     | An t-Eilean Sgitheanach | 165,625   | 9,232 | Sgurr Alasdair | 993      |
| タイリー島   | Tioridh                 | 7,834     | 770   | Ben Hynish     | 141      |

島によって地形と地質は変化に富む。スカイ島やマル島は山がちであり、一方でタイリー島は比較的平坦である。海岸部は、肥沃で平らな草の自生する低地が占める。多くの島は強い潮に囲まれており、スカルバ島とジュラ島の間のCorryvreckan tide raceは、世界最大の渦潮の1つである。

### 気候
大西洋とメキシコ湾流の影響が、穏やかな海洋性気候を生み出している。気温は総じて低く、1月の平均気温は6.5℃、7月は15.4℃である（スカイ島、トロッターニッシュ湾にあるダントゥルムにおけるデータ）。雪はめったに海上になく、霜は本土よりも少ないくらいである。風速が1時間128kmという厳しさのために植生が制限される。南からの偏西風が一般的である。降雨量は高く、1年で1300mmから2000mmである。そのために標高の高い小山や丘がより湿潤である。タイリー島はインナー・ヘブリディーズで最も日照時間が長い土地柄であり、1975年の晴天日は300日であった。トロッターニッシュ湾で最も晴天日の多い5月には、日照時間は200時間であった。
| スカイ島、ダントゥルムの気候 | スカイ島、ダントゥルムの気候 | スカイ島、ダントゥルムの気候 | スカイ島、ダントゥルムの気候 | スカイ島、ダントゥルムの気候 | スカイ島、ダントゥルムの気候 | スカイ島、ダントゥルムの気候 | スカイ島、ダントゥルムの気候 | スカイ島、ダントゥルムの気候 | スカイ島、ダントゥルムの気候 | スカイ島、ダントゥルムの気候 | スカイ島、ダントゥルムの気候 | スカイ島、ダントゥルムの気候 | スカイ島、ダントゥルムの気候 |
| 月                           | 1月                          | 2月                          | 3月                          | 4月                          | 5月                          | 6月                          | 7月                          | 8月                          | 9月                          | 10月                         | 11月                         | 12月                         | 年                           |
| ---------------------------- | ---------------------------- | ---------------------------- | ---------------------------- | ---------------------------- | ---------------------------- | ---------------------------- | ---------------------------- | ---------------------------- | ---------------------------- | ---------------------------- | ---------------------------- | ---------------------------- | ---------------------------- |
| 平均最高気温 °C （°F）       | 6.5 (43.7)                   | 6.6 (43.9)                   | 8.1 (46.6)                   | 9.6 (49.3)                   | 12.4 (54.3)                  | 14.3 (57.7)                  | 15.4 (59.7)                  | 15.7 (60.3)                  | 14.2 (57.6)                  | 11.5 (52.7)                  | 9.1 (48.4)                   | 7.6 (45.7)                   | 10.9 (51.6)                  |
| 平均最低気温 °C （°F）       | 2.4 (36.3)                   | 2.2 (36)                     | 3.3 (37.9)                   | 4.3 (39.7)                   | 6.5 (43.7)                   | 8.7 (47.7)                   | 10.4 (50.7)                  | 10.7 (51.3)                  | 9.4 (48.9)                   | 7.2 (45)                     | 5.1 (41.2)                   | 3.6 (38.5)                   | 6.2 (43.2)                   |
| 降水量 mm （inch）           | 148.3 (5.84)                 | 99.8 (3.93)                  | 82.3 (3.24)                  | 86.4 (3.40)                  | 72.9 (2.87)                  | 85.1 (3.35)                  | 97.3 (3.83)                  | 112 (4.41)                   | 128.3 (5.05)                 | 152.4 (6.00)                 | 143 (5.63)                   | 141.7 (5.58)                 | 1,349.5 (53.13)              |
| 出典：                       |                              |                              |                              |                              |                              |                              |                              |                              |                              |                              |                              |                              |                              |

## 言語

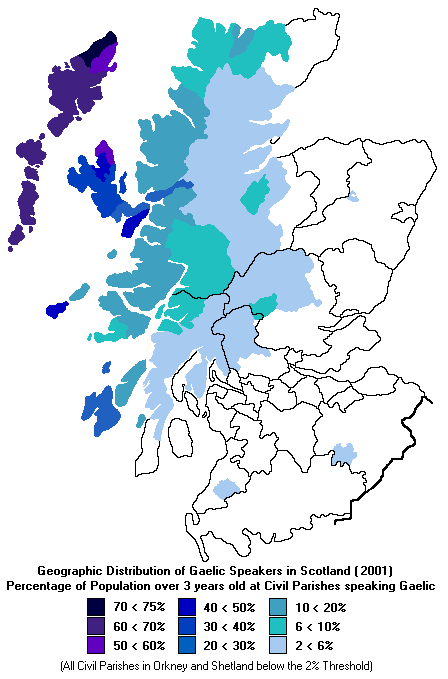
2001年調査による、スコットランドのゲール語話者地理的分布

聖コルンバの時代から、またはそれ以前からインナー・ヘブリディーズではゲール語が話されており、現代的に進化したスコットランド・ゲール語が一部地域で強いままである。しかし、1872年のスコットランド教育法によって、ゲール人は数世代にわたり教室においてゲール語の使用を禁じられることとなった。このことが今、ゲール語使用に大きな打撃を与えたと認識されている。1930年代後半まで、学校でゲール語を話した児童は殴られていた。さらに最近の2005年、スコットランド議会によって、ゲール語の継続的支援を提供するゲール語法が制定された。